# Oryba kadeni
Oryba kadeni là một loài bướm đêm thuộc họ Sphingidae. Loài này có ở Trung Mỹ (bao gồm Guatemala, Costa Rica, Panama và có thể cả Belize) tới Brasil, Bolivia, Ecuador, Peru, Venezuela và Guyane thuộc Pháp.
Sải cánh khoảng 102–116 mm.
Mỗi năm loài này có thể có nhiều thế hệ.
Ấu trùng ăn các loài Isertia laevis.

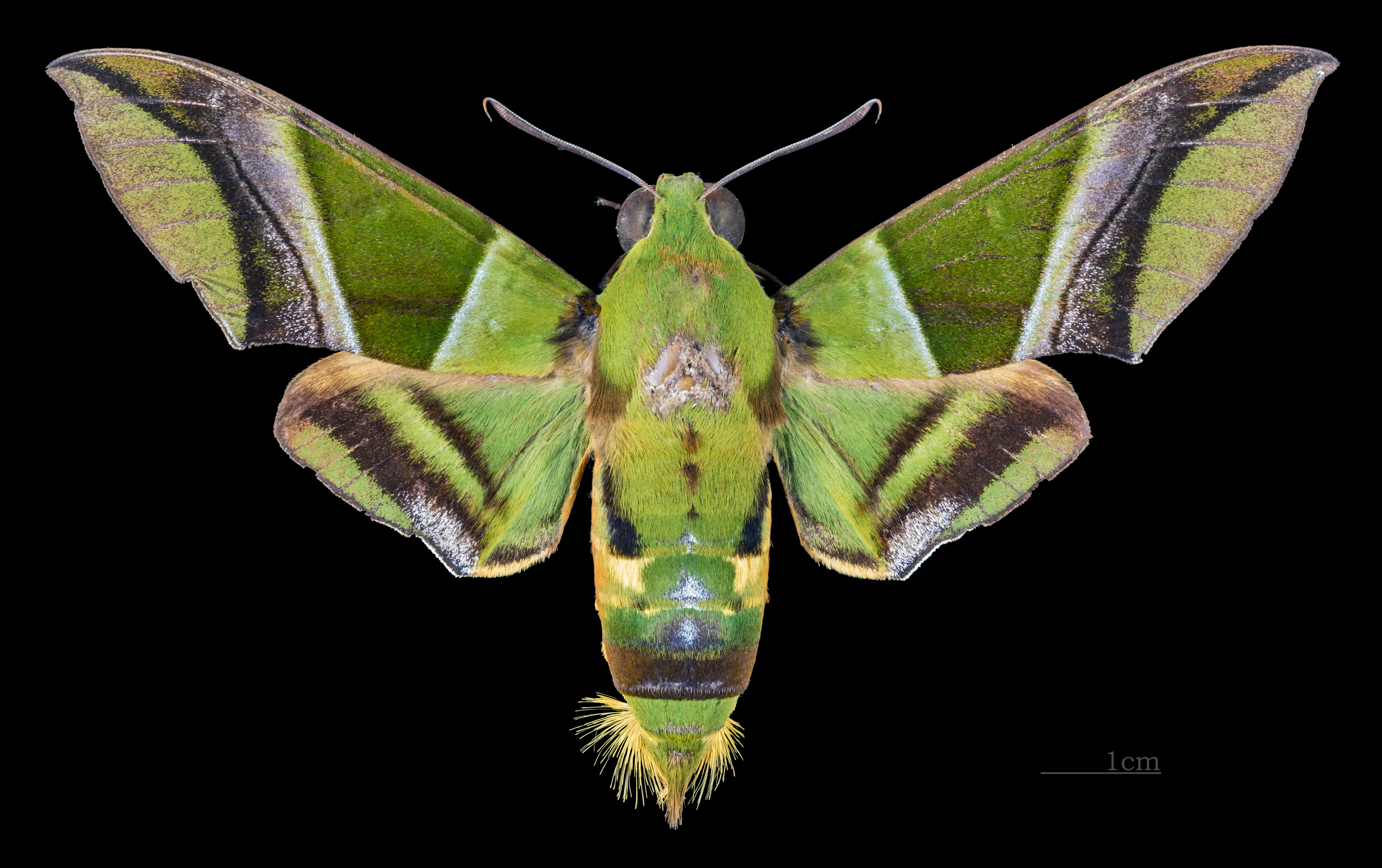
Oryba kadeni ♂
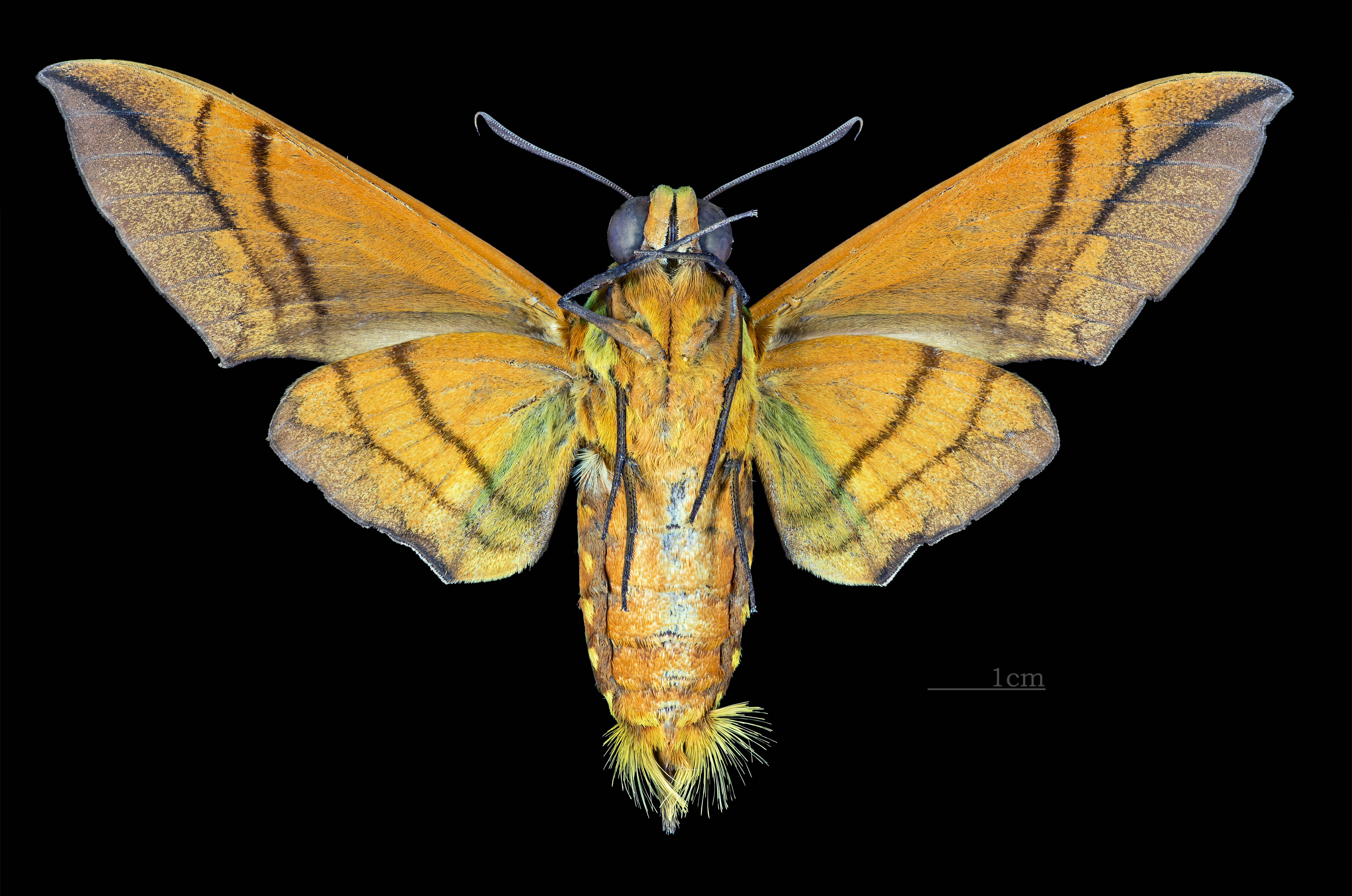
Oryba kadeni ♂  △
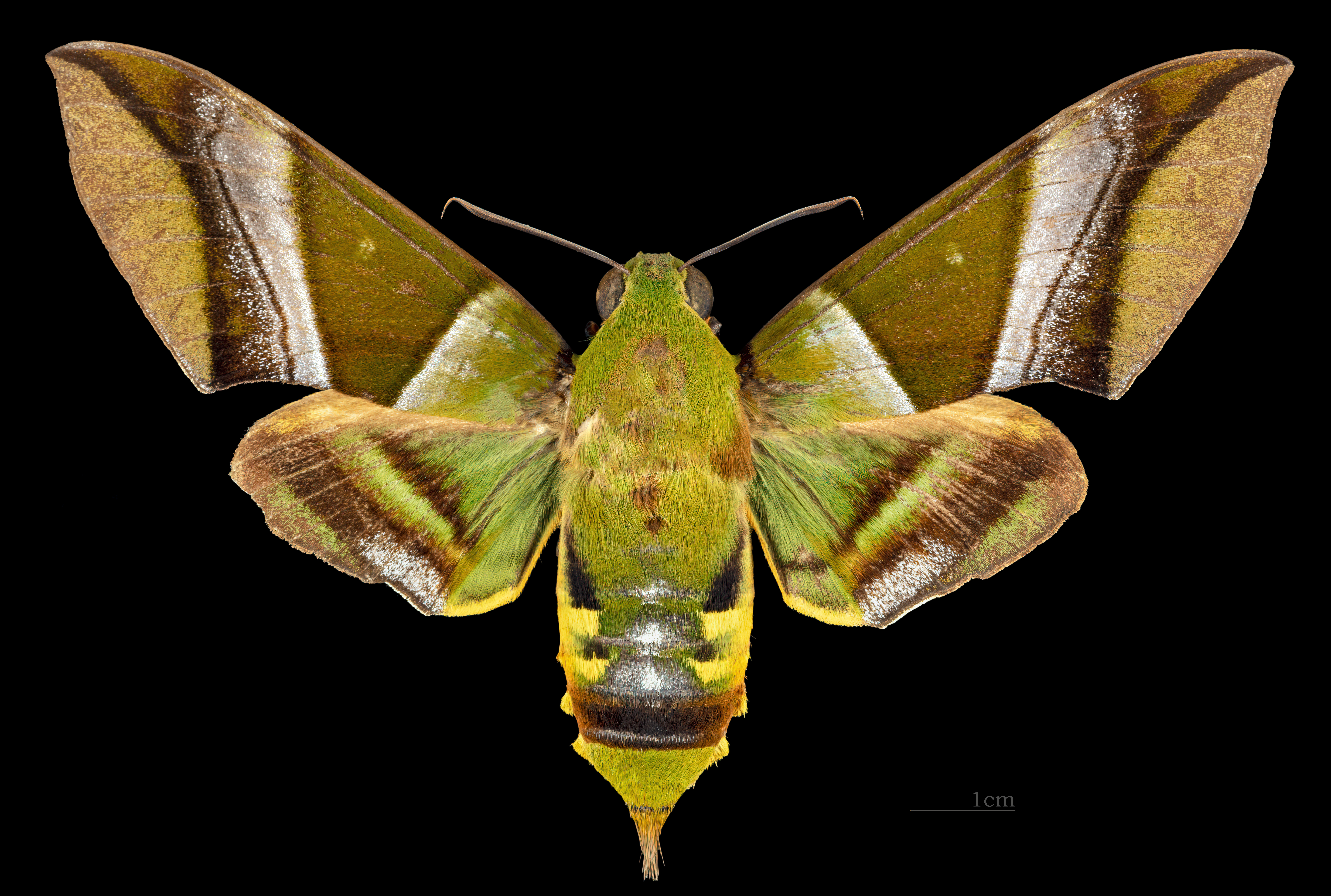
Oryba kadeni  ♀
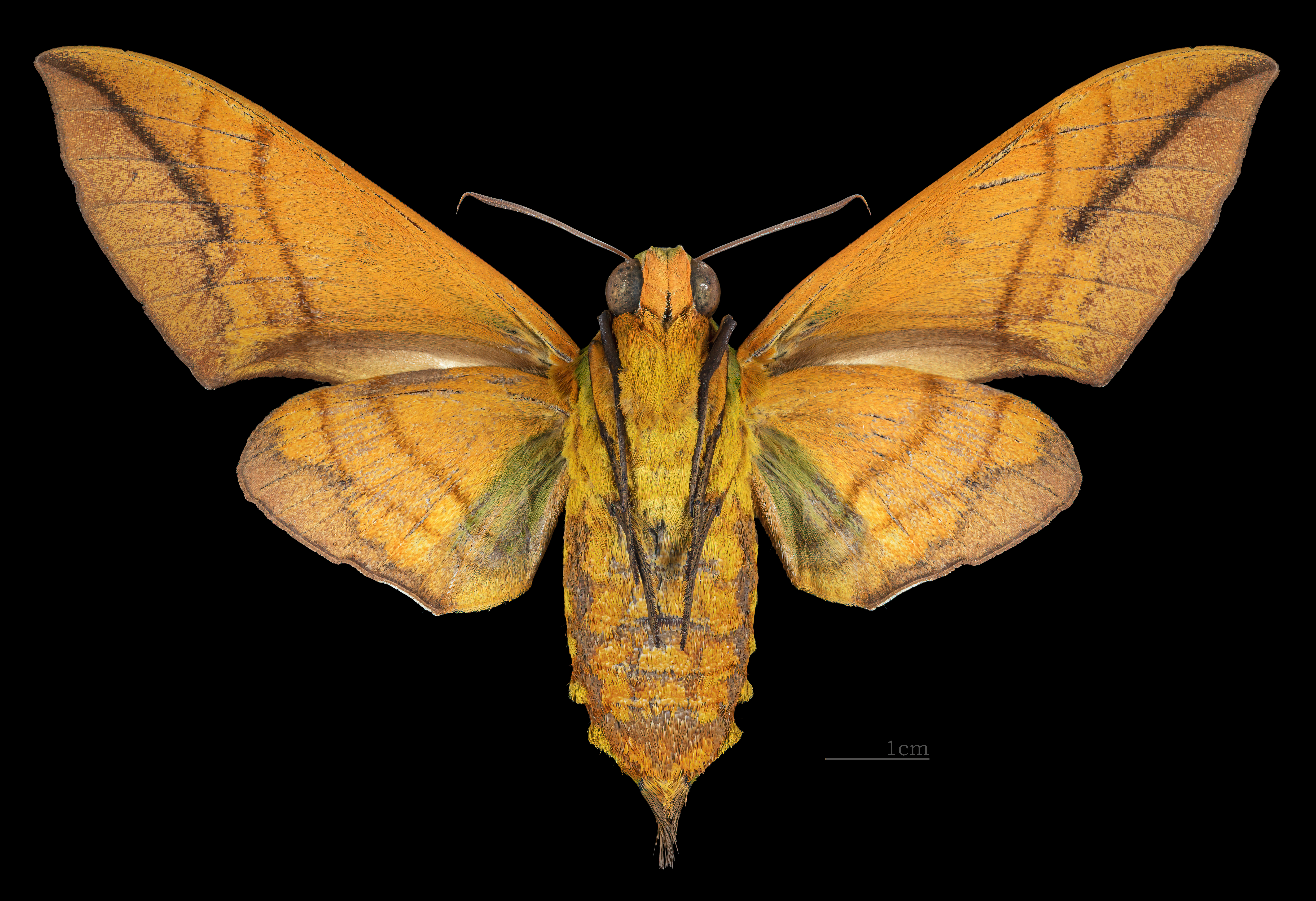
Oryba kadeni  ♀ △